# Temnomastax
Temnomastax is een geslacht van rechtvleugeligen uit de familie Eumastacidae. De wetenschappelijke naam van dit geslacht is voor het eerst geldig gepubliceerd in 1942 door Rehn & Rehn.

## Soorten
Het geslacht Temnomastax omvat de volgende soorten:
- Temnomastax beni Rehn & Rehn, 1942
- Temnomastax borellii Giglio-Tos, 1897
- Temnomastax chiquitos Rehn & Rehn, 1942
- Temnomastax hamus Rehn & Rehn, 1942
- Temnomastax latens Rehn & Rehn, 1942
- Temnomastax ricardoi Descamps, 1973
- Temnomastax tigris Burr, 1899